# Bateria Ana Pauker – Grupul Franco-Belgian
Bateria „Anna Pauker” – Grupul Franco-Belgian (în franceză Batterie Anna Pauker – Groupe Franco-belge, în spaniolă Grupo Franco-Belga de Anna Pauker) a fost o unitate de artilerie a Brigăzilor Internaționale, alcătuită în principal din din voluntari francezi și belgieni, care a activat în timpul Războiului Civil Spaniol (1936–1939). A fost numit astfel în onoarea militantei comuniste române Ana Pauker.

## Context
În timpul Războiului Civil din Spania, zeci de mii de voluntari străini au fost mobilizați de Internaționala Comunistă pentru a susține Frontul Popular și A Doua Republică Spaniolă împotriva forțelor naționaliste conduse de Francisco Franco. Acești voluntari au fost organizați în Brigăzile Internaționale, iar printre unitățile constituente s-au aflat și formațiuni de artilerie grea, cum a fost și bateria franco-belgiană „Anna Pauker”. Aceasta a făcut parte din Brigada XI.

## Personalități notabile
Printre voluntarii cunoscuți din această baterie se numără:
- Valter Roman, comandant al bateriei din decembrie 1936 până în februarie 1937.[3]
- Gaston Carré, comandant al bateriei din februarie 1937.[4][5]
- Nicolas Cristea, voluntar comunist român, fost lider al unității înainte de întoarcerea în Franța în 1939.[6]
- Victor Morin, delegat politic al bateriei în 1938.[7]
- Abel Benoiton, observator de artilerie, revenit în Franța în noiembrie 1938.[8]

## Activitate militară
Bateria a fost activă pe mai multe fronturi din zona controlată de republicani, oferind sprijin de artilerie unităților de infanterie. A fost retrasă în cursul anului 1938, în cadrul procesului general de repatriere a voluntarilor internaționali.

## Ideologie și simbolism
Denumirea unității face trimitere la Ana Pauker, activistă comunistă română proeminentă în rândurile Cominternului, care era pe atunci arestată în România. Numele său a fost utilizat în mod simbolic pentru a evidenția caracterul internaționalist și antifascist al luptei Brigăzilor Internaționale.

## Moștenire
Deși mai puțin cunoscută decât alte unități internaționale, bateria „Anna Pauker” a fost parte a solidarității internaționale împotriva fascismului și a fost amintită ulterior în memoria mișcărilor comuniste din Franța și Belgia.